# Quận 5, Roma
Quận 5 Prenestino - Centocelle (tiếng Ý: Municipio V Prenestino - Centocelle) là quận hành chính thứ năm của thủ đô Roma, Ý. Quận được thành lập vào ngày 11 tháng 3 năm 2013, từ địa giới của Quận 6 và Quận 7 cũ.